# Minyas torpedo
Minyas torpedo är en havsanemonart som beskrevs av Bell 1886. Minyas torpedo ingår i släktet Minyas och familjen Minyadidae. Inga underarter finns listade i Catalogue of Life.